# Seria 371 ČD
Řada 371 ČD – lokomotywa elektryczna przebudowana w latach 1994–2004 dla kolei czeskich z elektrowozu Řada 372. Zostało przebudowanych siedem elektrowozów. Lokomotywy elektryczne prowadzą międzynarodowe ekspresowe pociągi pasażerskie kursujące po zelektryfikowanych liniach kolejowych.